# Епископ темишварски Вићентије
Вићентије Јовановић Видак (Сремски Карловци, 10. март 1730 — Даљ, 18. фебруар 1780) је био српски православни митрополит карловачки од 1774. до 1780. године.

## Биографија
Рођен је у Сремским Карловцима. Описменио се учећи код карловачког протопрезвитера кир Јефтимија.
Године 1745. 23. маја рукоположен је за ђакона Карловачке митрополије у Плашком, а 4. октобра 1749. године постао протођакон. Замонашио се исте 1749. године у манастиру Раковцу. После рукоположења у чин јеромонаха, произведен је у чин протосинђела и архимандрита. Он је од 1753. године архиепископски и митрополијски архиђакон.
Године 1757. постављен је као архимандрит за администратора Пакрачке епархије, а две године касније изабран је за темишварског епископа. Године 1764. владикин канцелиста (секретар) био је уметник Захарије Орфелин. Као епископ темишварски (1759-1774) помагао је Доситеја Обрадовића, Тодора Јанковића Миријевског (владикин питомац у Бечу), Вујановског и многе друге просветне раднике.
Године 1774. изабран је за карловачког митрополита.
Забележено је да је време своје дипломатске мисије у Бечу 1776. године успео да добије дозволу да се заплењене богослужбене књиге донете из Русије ослободе и поделе сиромашним храмовима којима су били намењени.

Три године након доласка на чело митрополије, а поводом незадовољства првим Регуламентом из 1770.године, Марија Терезија доноси други Регуламент 1777. године. Тај Регуламент се битно није разликовао од првог. Због укидања српских празника, покушаја фалсификовања катихизијска оним који промовише унијаћење, забране сахрањивања у црквеним портама, и ношења отвореног ковчега на опело, као и опште атмосфере одузимања права, настаће побуне народа против Митрополије и њеног епископата уз оптужбе за прихватање уније. Протести су посебно били изразити у Новом Саду и Вршцу.
Деклаторијом издатом 16.јула 1779.године нека од ових правила никад нису ступила на важност, но том Деклаторијом срска црквено-народна аутономија сужва се на само црквено-просветну аутономију.
Митрополит Вићентије је умро 18. фебруара 1780. године у Даљу. Сахрањен је у цркви Светог Димитрија у Даљу.
Написао је као владика темишварски „Поучни спис о исповести” издат 19. фебруара 1764. године, а покушано му је од стране бечке владе подметнути спис "Правила монашескаја" 1777. године која је написао унијат Атанасије Димитријевић Секереш.